# 세르카니아스

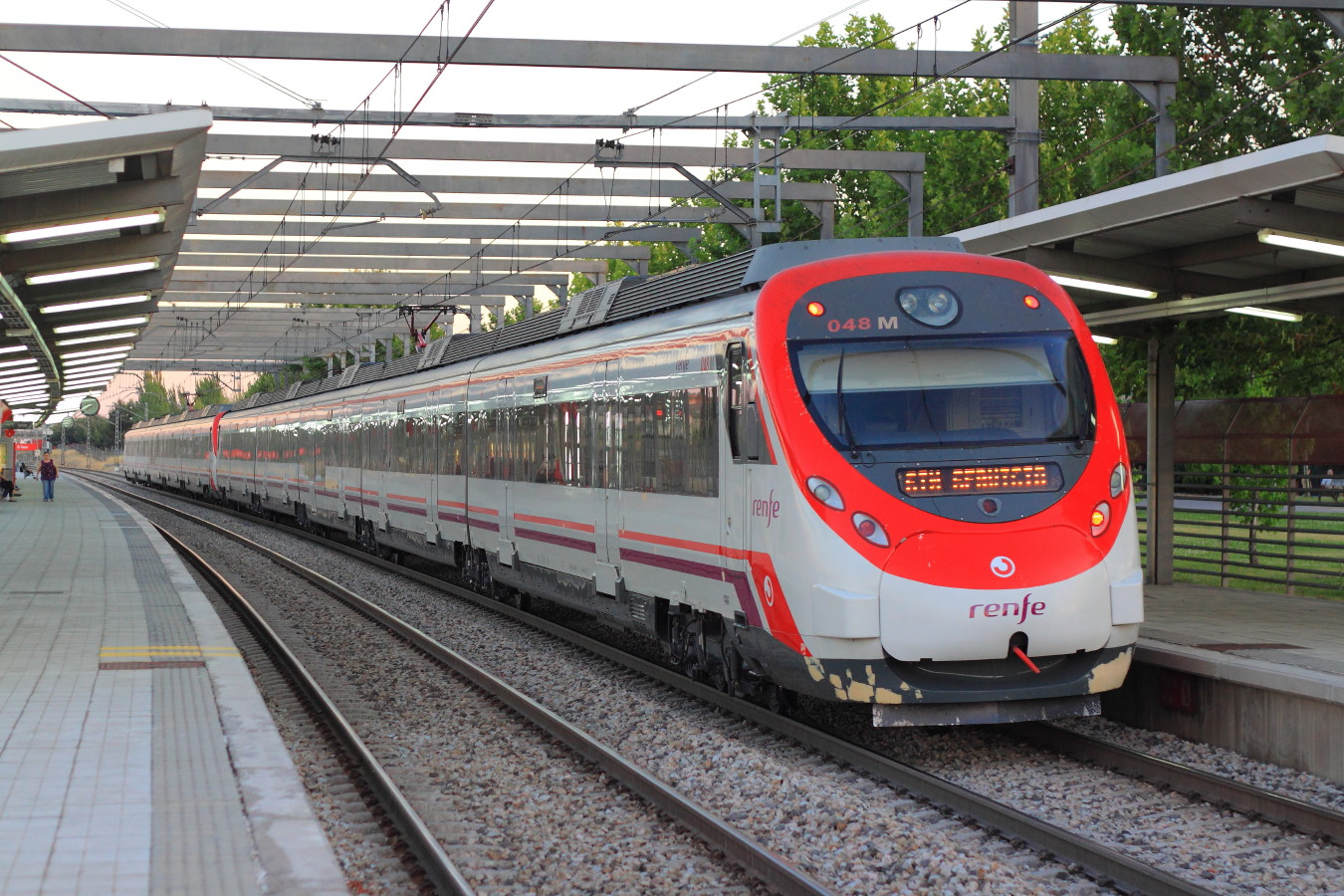

세르카니아스(스페인어: Cercanías)는 스페인의 주요 대도시 지역을 달리는 통근 철도 네트워크이다. 발렌시아 지방에서는 로달리아(Rodalia), 카탈루냐 지방에서는 로달리에스(Rodalies), 바스크 지방에서는 알디리아크(Aldiriak)라고 불린다. 운행은 국영 철도인 렌페가 하며, 마드리드와 바르셀로나는 지하철 망과도 연계하고 있다. 2004년에 발생한 스페인 열차 폭파 사건은 마드리드에서 열차가 테러의 표적이 되어 191명의 희생자와 2,000여명의 부상자를내는 대참사가 되었다.

## 세르카니아스 목록
- 세르카니아스 아스투리아스
- 로달리에스 데 카탈루냐
  - 로달리아 바르셀로나
- 세르카니아스 빌바오
- 세르카니아스 카디스
- 세르카니아스 마드리드
- 세르카니아스 말라가
- 세르카니아스 무르시아/알리칸테
- 세르카니아스 산탄데르
- 세르카니아스 산세바스티안
- 세르카니아스 세비야
- 로달리아 데 발렌시아
- 세르카니아스 사라고사